# Callao-Maestro Alfredo Bravo (subte de Buenos Aires)
Callao - Maestro Alfredo Bravo es una estación de la línea B de la red de subterráneos de la Ciudad de Buenos Aires. Está ubicada debajo de la Avenida Corrientes en su intersección con la Avenida Callao, en el límite de los barrios de Balvanera y San Nicolás. Fue inaugurada el 17 de octubre de 1930.
Esta estación fue terminal provisoria de la línea B, hasta la extensión a la estación Carlos Pellegrini en 1931.
En 2018, la Legislatura de la Ciudad Autónoma de Buenos Aires aprobó el renombramiento de la estación como «Callao - Maestro Alfredo Bravo», agregándole esta última denominación en homenaje Alfredo Bravo, quien fue diputado y sindicalista de CTERA.

## Decoración
La estación posee en su andén sur dos murales de 1991, Desolación y amor de Daniel Kaplan y otro Altar porteño, de Héctor Meana; mientras que en el andén norte se encuentra una obra de Tomás Fracchia titulada El enigma del espacio y del tiempo.
En 1996, se transformó en la segunda estación del subte porteño totalmente remodelada por el concesionario Metrovías, y la primera de la línea B, que después sería completamente modificada. Esto incluyó el cambio de la decoración original por un revestimiento de azulejos blancos, grises y negros, la colocación del primer sistema de televisores de 28 pulgadas para publicidad y la ampliación de los locales comerciales del nivel boletería.
En 2017 se llevó a cabo una intervención entre SBASE y la fundación Landrú, en la cual se decoraron los azulejos con dibujos del humorista gráfico.

## Hitos urbanos
Se encuentran en las cercanías de esta:
- Comisaría N.º 5 de la Policía Federal Argentina
- Pasaje Enrique Santos Discépolo
- Centro de Formación Profesional N° 27
- Paseo La Plaza
- Liceo N.º 7 Domingo Faustino Sarmiento
- Escuela Técnica N.º 19 Alejandro Volta
- Universidad del Museo Social Argentino (UMSA)
  - Biblioteca Emilio Fres
- Colegio Público de Traductores
  - Biblioteca Bartolomé Mitre
- Biblioteca de la Sociedad Argentina de Reumatología
- Auditorio Hotel Bauen
- Teatro El Picadero
- Los Bares Notables: La Academia, Los Galgos y El Gato Negro
- Casas de las provincias de Mendoza, Córdoba y Chaco
- Palacio de Aguas Corrientes

## Galería de Imágenes

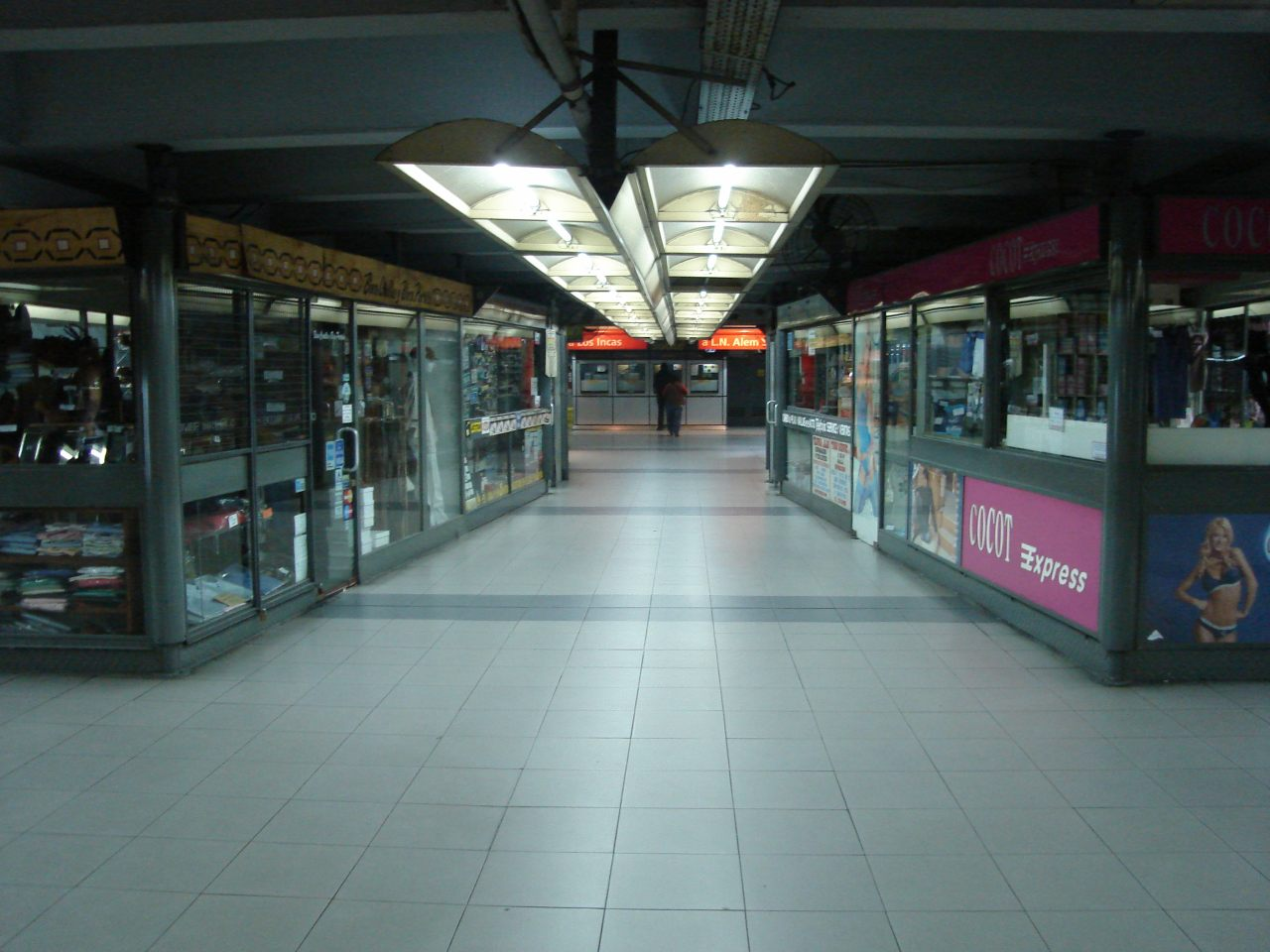
Vestíbulo de acceso
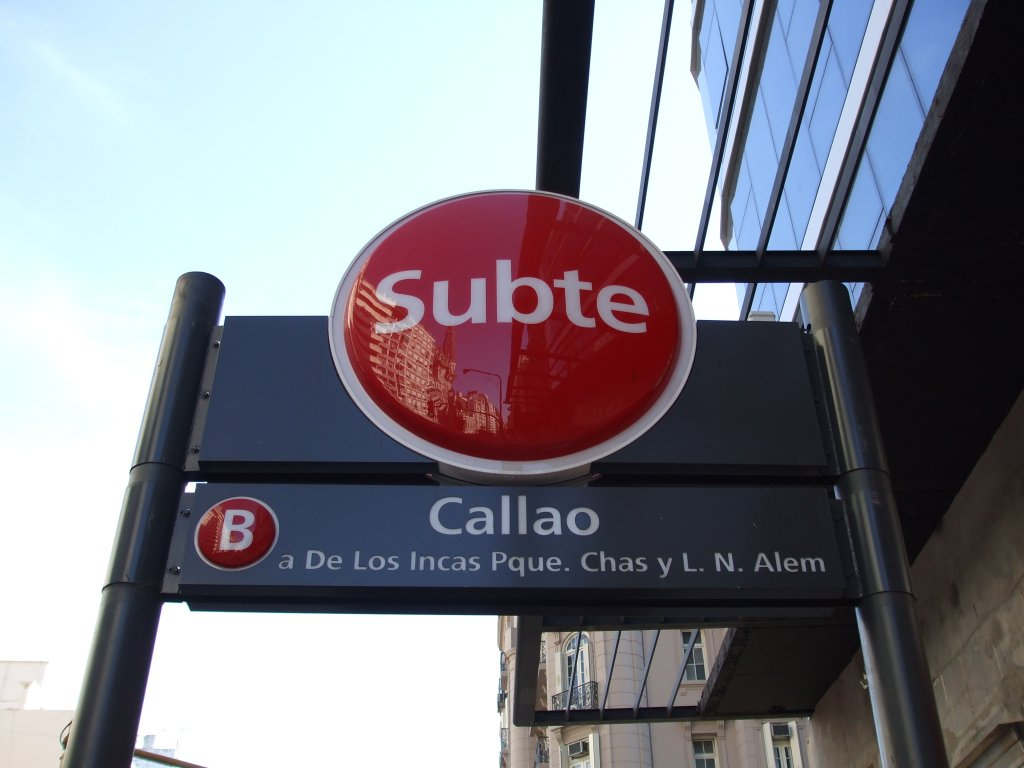
Cartel sobre un acceso a la estación
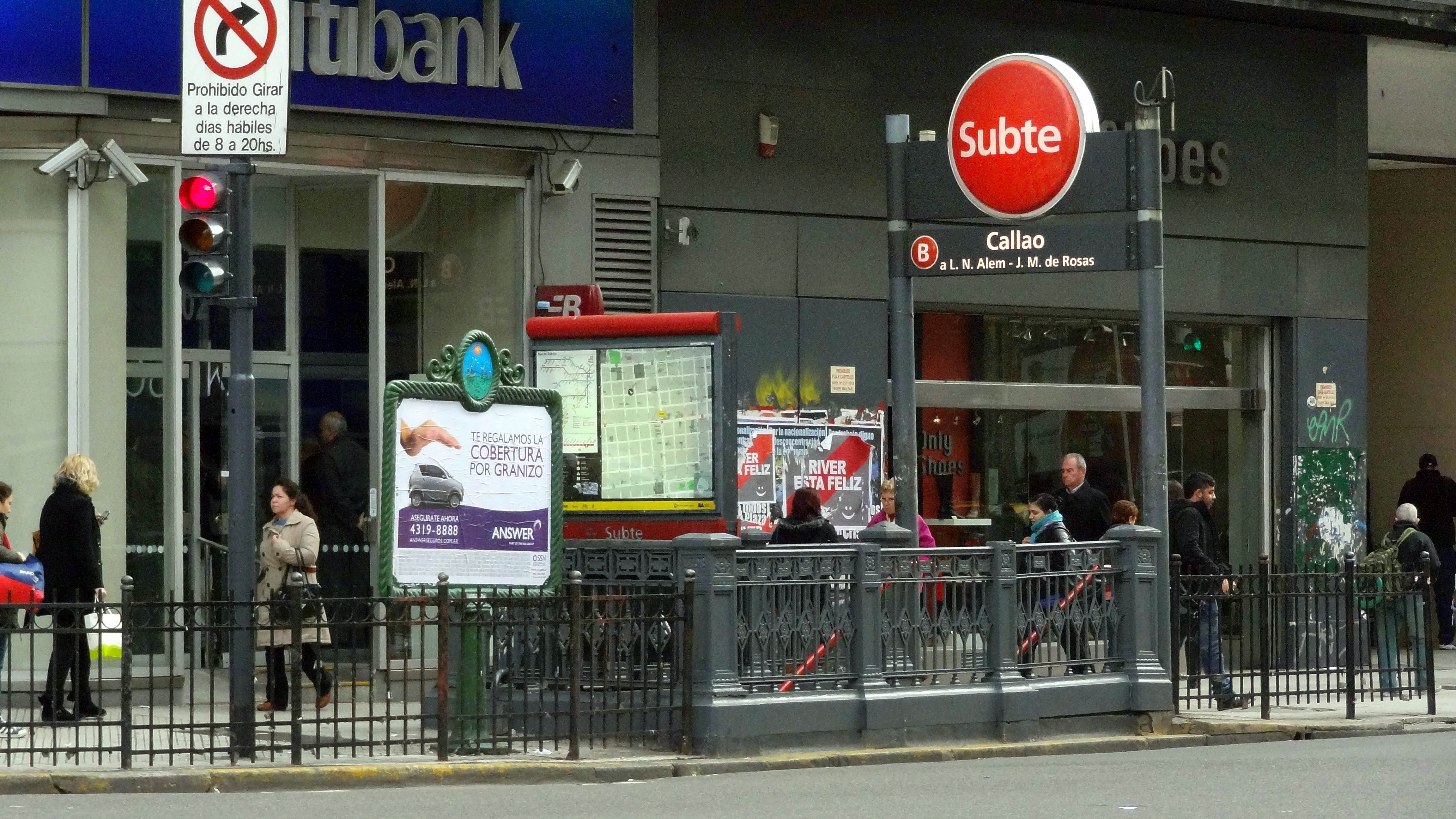
Acceso a la estación
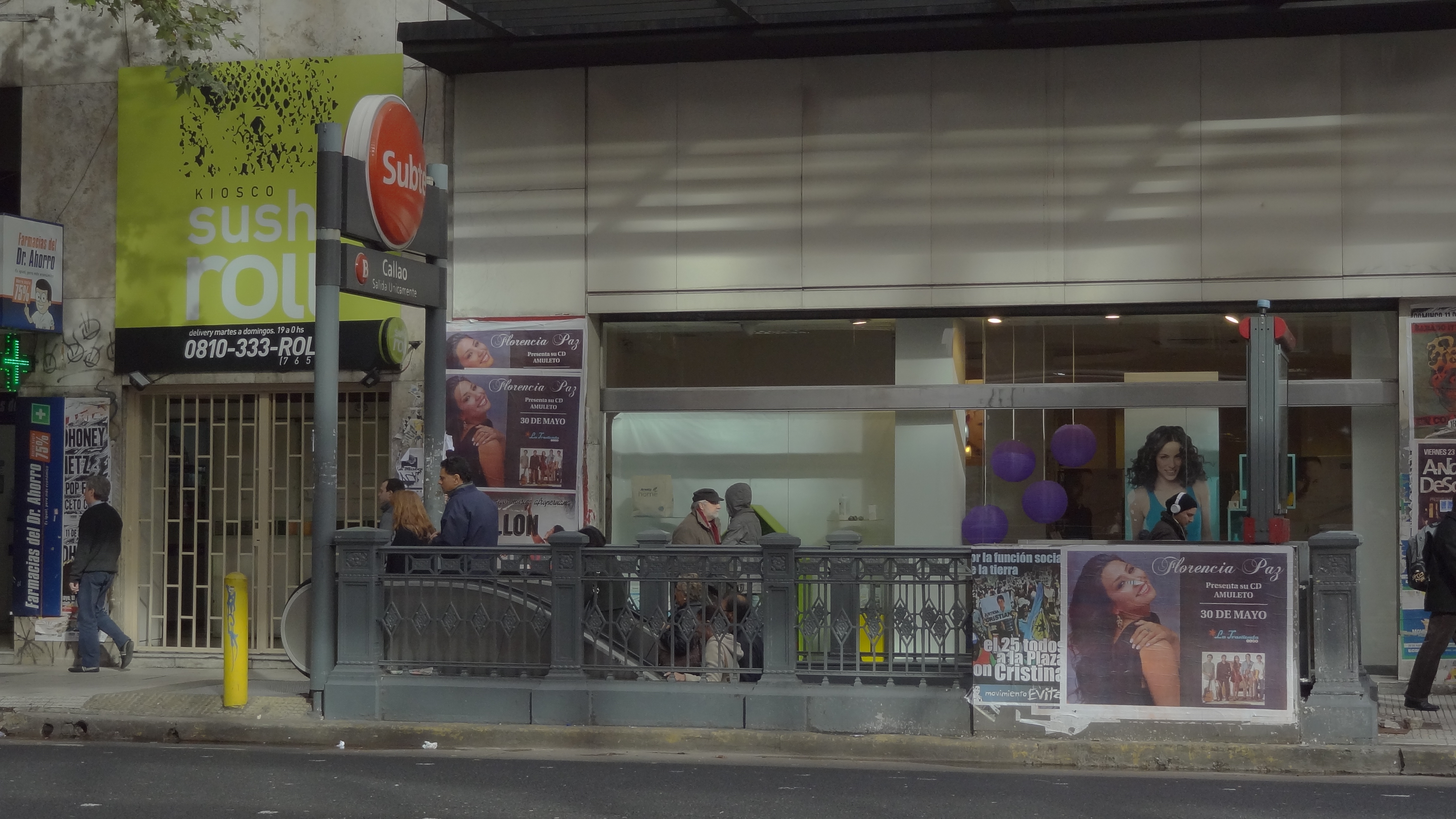
Salida con escalera mecánica
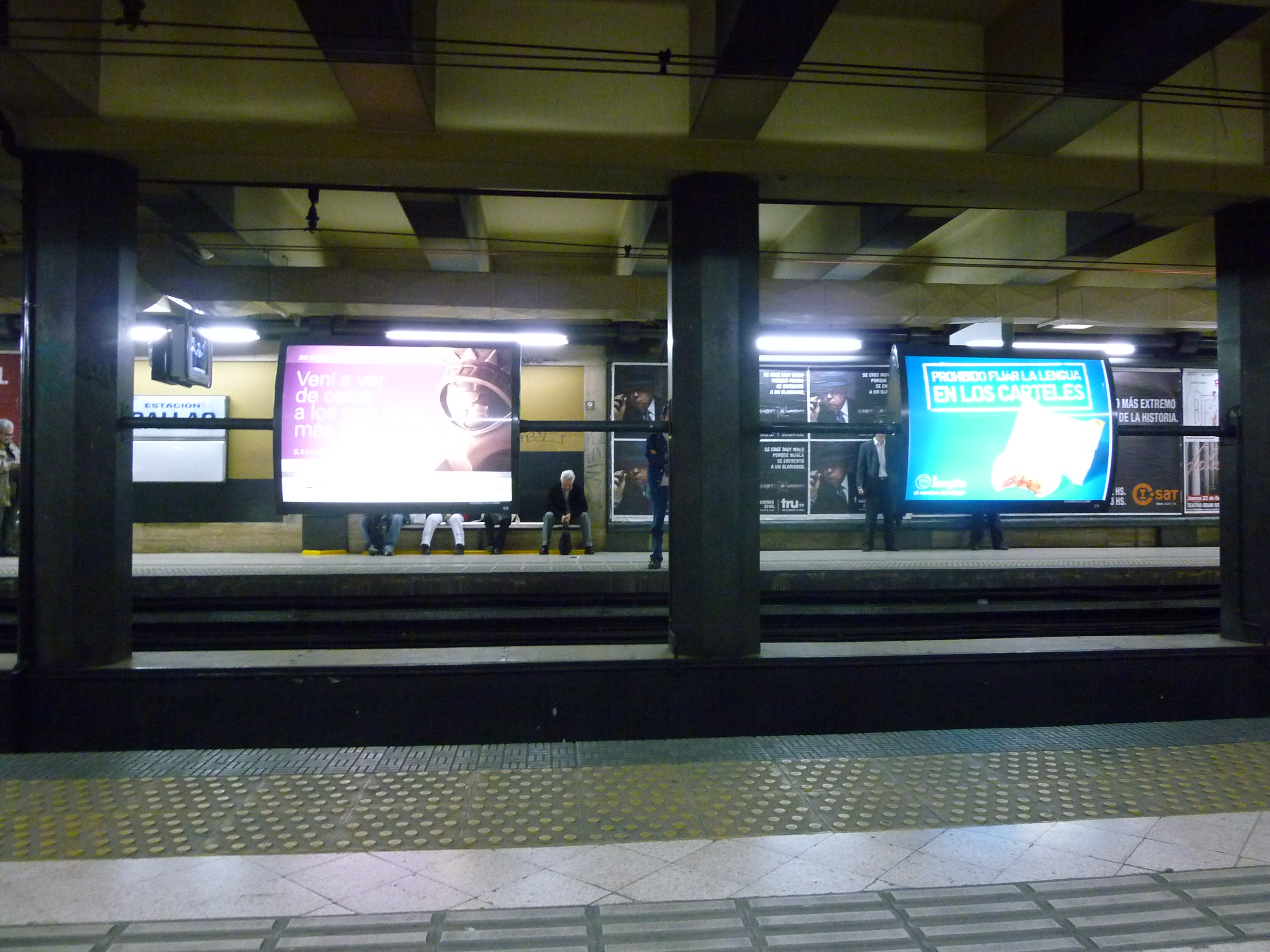
Publicidad en los andenes